# Commanderie d'Irissarry
La commanderie d'Irissarry est une commanderie située à Irissarry, reconstruite au début du XVIIe siècle par l'ordre de Saint-Jean de Jérusalem sur l'emplacement d'une commanderie-hôpital du XIIe siècle. Propriété du conseil départemental des Pyrénées-Atlantiques Ospitalea est le centre départemental de l'éducation au patrimoine.

## Historique
Une commanderie et un hôpital sont créés au XIIe siècle par l'ordre de Saint-Jean de Jérusalem (ordre de Malte). Cet établissement est dénommé Hospitale et Oratorium de Irizuri (1186, cartulaire de la cathédrale de Bayonne et 1194, bulle du pape Célestin III), Irissarri (1352, collection Duchêne volume CXIV), Ospital de Sent-Johan de Irissarri (1518, charte du chapitre de Bayonne). L'hôpital est l'un des nombreux établissements destinés aux pèlerins  de Saint-Jacques-de-Compostelle, Irissarry étant sur l'une des voies secondaires des chemins de Compostelle. Son activité est cependant essentiellemet agricole. Le village d'Irissarry se formera ultérieurement autour de la commanderie. Il compte 26 feux au recensement fiscal de 1350.
À la même époque (avant 1194) les Hospitaliers créent un autre établissement près de Saint-Jean-le-Vieux, soumis à l'autorité du commandeur d'Irissary : Aphat-Ospitalia, dont il ne reste que peu de traces.
Les bâtiments d'Irissarry sont endommagés par les troupes de Montgommery au cours de la troisième guerre des religions (1568-1570) et la commanderie est délaissée.
De 1603 à 1610 ou 1611 un nouveau bâtiment est construit à l'emplacement de l'ancien par Martin de Larrea, noble navarrais et commandeur de 1603 à 1616. La nouvelle commanderie a perdu toute fonction hospitalière.
Les Hospitaliers en sont chassés durant la Révolution française. Le bâtiment et les terres qui en dépendent deviennent bien national en 1795. Les lots constitués sont vendus à des particuliers qui poursuivent ses activités agricoles.
Le bâtiment, classé partiellement monument historique en 1980 (façades et toitures) est acquis en 1981 par le Conseil Général des Pyrénées-Atlantiques. Sa restauration est faite en 1974 puis en 2001-2002. Baptisé Ospitalea il devient le Centre Départemental d’Éducation au Patrimoine.

## Description
Le bâtiment est rectangulaire (19,10 m x 29,50 m) avec toit à double pente et possède trois étages et un grenier. Aux coins on voit des consoles à ressauts qui soutenaient vraisemblablement des échauguettes. La plupart des ouvertures sont à meneaux. L'entrée en plein-cintre située à l'ouest est surmontée de la mention faite en espagnol « A HONRA Y SERVICIO DE LA RELIGION DE S JOAN AÑO 1607 EL COMENDADOR DE YRISARI DON MARTIN DE LARREA HIZO ESTA CASA Y PALACIO DESDE LOS CEMIENTOS JUNTAMENTE CON LA CASA Y GRANJA QUE ESTA DE FRENTE Y REDIFICO LOS MOLINOS HACIENDOLOS DE NUEVO Y PLANTO LOS MANZANALES Y OTRAS MUCHAS OBRAS ». Cette dédicace, entourée de deux anges, est placée de part et d' autre des armoiries de la famille de Larrea, famille noble navarraise. Les armoiries ont été endommagées par les révolutionnaires ou par les troupes espagnoles lors de la campagne de France (1814),.
Sur la clé de voûte de l'arc de la porte sud, sont sculptées la croix de Malte, une croix fleurdelisée et une herse vue en coupe, ainsi que la date 1605. La fenêtre à meneau située au-dessus possède un linteau orné d'une croix fleurdelisée encadrée de deux croix de Malte. Cette porte constituait l'entrée de l'étable. Au niveau supérieur on voit un balconnet servant de plage d'envol pour un colombier.
L'édifice est construit sur le modèle architectural des fermes de Basse-Navarre. Il est divisé en trois parties avec partition longitudinale. La travée centrale rassemble les fonctions agricoles. On y retrouve l’étable, le fenil, le grenier et le local de travail appelé en basque ezkaratze. Cette architecture a été respectée lors de la réfection du bâtiment.
Il existait à l'ouest une basse-cour attenante entourée de murailles, contenant un pressoir à cidre et un four à pain.

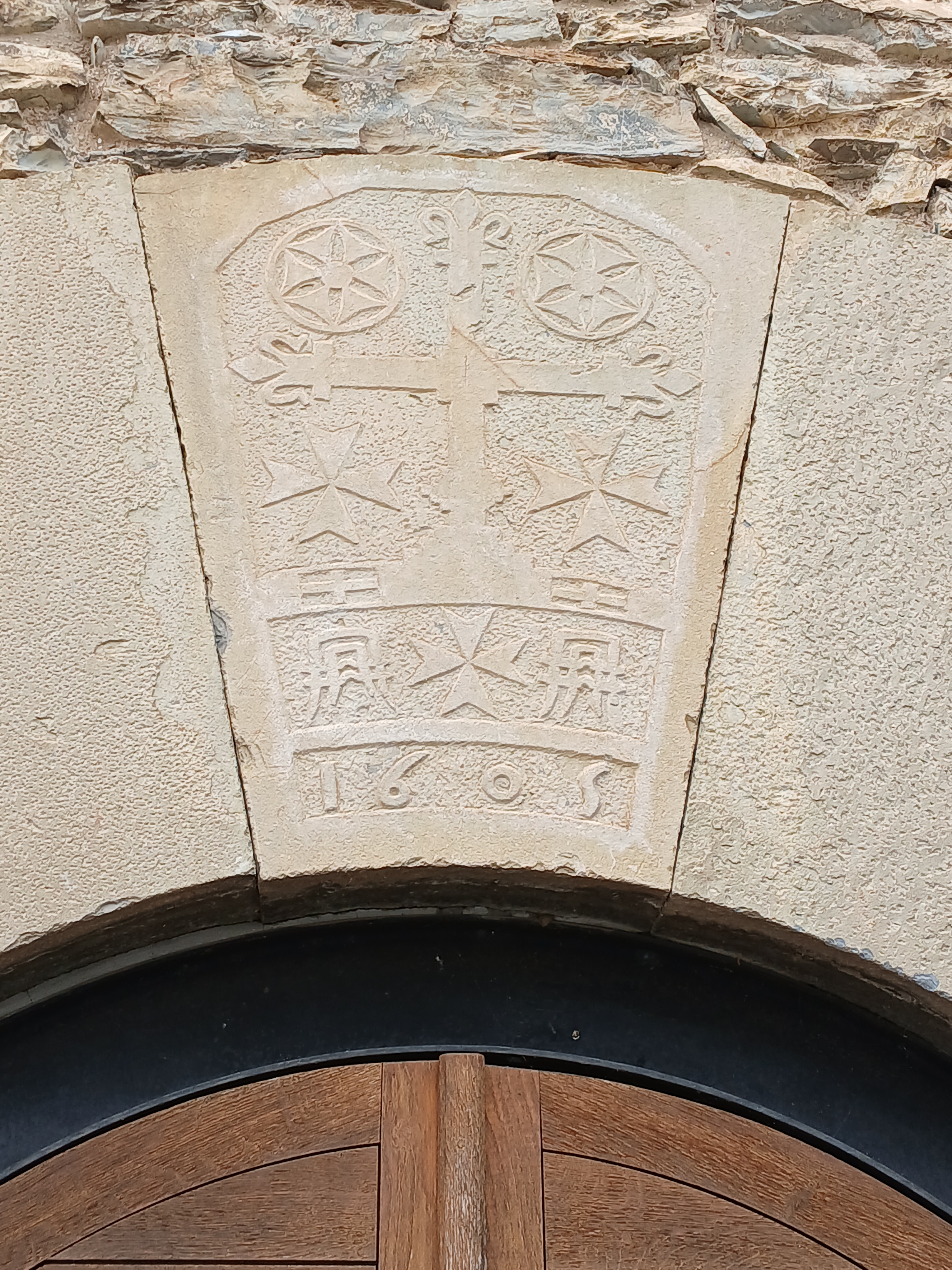
Clef de voûte de la porte sud.
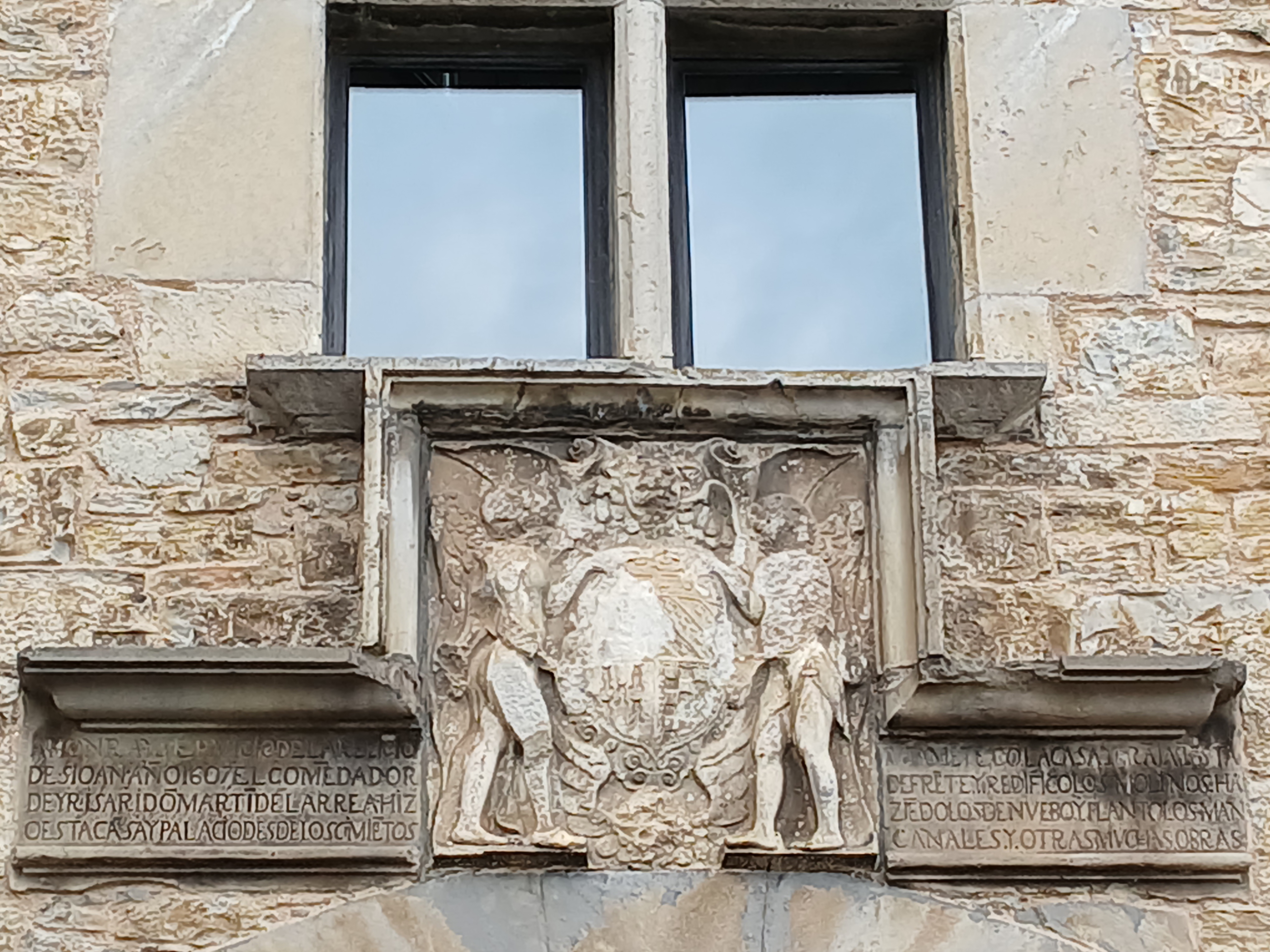
Armoiries de la porte ouest.